# Šventoji
Šventoji je najduža rijeka koja teče u cijelosti Litvom i najveća pritoka rijeke Vilija Istječe iz jezera Samanis u Regionalnom parku Gražutė i ulijeva se u Viliju u blizini Jonave. Najduža pritoka joj je Širvinta.
Šventoji prolazi kroz gradove Anykščiai, Kavarskas i Ukmergė. Od 1963. do 1964. izgrađena je brana u blizini Kavarskasa, pa se tako rijeka Nevežis napajala koristeći vodu iz Šventoji. Međutim, brana se više ne koristi zbog skupoće i neučinkovitosti, ali i zbog kršenja propisa o zaštiti okoliša Europske unije.

## Galerija
- Šventoji
- Kavarskas
- Šventoji u blizini Šventupė